# Elecciones generales de India de 1967
Las elecciones generales indias de 1967 eligieron al cuarto Lok Sabha de la India y se celebraron del 17 al 21 de febrero. Los 27 estados y territorios de la unión de la India estaban representados por 520 distritos electorales de un solo miembro (un aumento de 26).
Bajo el liderazgo de Indira Gandhi, el Congreso Nacional Indio obtuvo un cuarto mandato consecutivo en el poder y más del 54% de los escaños, mientras que ningún otro partido obtuvo más del 10% de los votos o escaños. Sin embargo, la victoria del INC fue significativamente menor que los resultados que habían logrado en las tres elecciones anteriores bajo Jawaharlal Nehru. Para 1967, el crecimiento económico en la India se había desacelerado: el Plan Quinquenal de 1961-1966 estableció como objetivo un crecimiento anual del 5,6%, pero la tasa de crecimiento real fue del 2,4%. Bajo Lal Bahadur Shastri, la popularidad del gobierno se incrementó después de que India prevaleciera en la Guerra de 1965 con Pakistán, pero esta guerra (junto con la anterior Guerra de 1962 con China) había contribuido a tensar la economía. Las divisiones internas estaban surgiendo en el Congreso Nacional Indio y sus dos líderes populares, Nehru y Shastri, habían muerto. Indira Gandhi había sucedido a Shastri como líder, pero había surgido una ruptura entre ella y el vice primer ministro Morarji Desai, quien había sido su rival en la contienda por el liderazgo del partido de 1966.
El INC sufrió pérdidas significativas en siete estados que incluyeron: Guyarat, donde INC ganó 11 de los 24 escaños mientras que el Partido Swatantra ganó 12 escaños; Madras, donde INC ganó 3 de 39 asientos y DMK ganó 25 asientos; Orissa, donde el INC ganó 6 de los 20 escaños y el Partido Swatantra ganó 8 escaños. Rajasthan, donde el INC ganó 10 de los 20 escaños, el Partido Swatantra ganó 8 escaños. Bengala Occidental, donde INC ganó 14 de 40. Kerala, donde INC ganó solo 1 de 19. Delhi, donde INC ganó 1 de 7 mientras que los 6 restantes fueron ganados por Bharatiya Jana Sangh. La disminución del apoyo al Congreso también se reflejó en la pérdida de control de seis gobiernos estatales en el mismo año. Las pérdidas electorales del partido llevaron a que Gandhi se volviera asertiva y optara por una serie de opciones que la pusieron en contra del resto del establishment del partido, lo que finalmente condujo a una división en el partido.

## Resultados
| Lok Sabha 1967 Participación: 61.04%     | Sigla  | %     | Gana (total 521) |
| ---------------------------------------- | ------ | ----- | ---------------- |
| Bharatiya Jana Sangh                     | BJS    | 9.31  | 35               |
| Partido Comunista de la India            | CPI    | 5.11  | 23               |
| Partido Comunista de la India (Marxista) | CPI(M) | 4.28  | 19               |
| Congreso Nacional Indio                  | INC    | 40.78 | 283              |
| Praja Socialist Party                    | PSP    | 3.06  | 13               |
| Samyukta Socialist Party                 | SSP    | 4.92  | 23               |
| Swatantra Party                          | SP     | 8.67  | 44               |
| Akali Dal – Sant Fateh Singh             | ADS    | 0.66  | 3                |
| Bloque de Avance de la India             | AIFB   | 0.43  | 2                |
| Congreso Bangla                          | BC     | 0.83  | 5                |
| Dravida Munnetra Kazhagam                | DMK    | 3.79  | 25               |
| Liga Musulmana de la Unión India         | IUML   | 0.28  | 3                |
| Campesinos y Trabajadores de India       | PWPI   | 0.71  | 2                |
| Partido Republicano                      | RPI    | 2.47  | 1                |
| Goanos Unidos                            | UG(S)  | 0.07  | 1                |
| Jana Kranti Dal                          | JKD    | 0.13  | 1                |
| Conferencias Nacional de Jammu & Kashmir | NC     | 0.14  | 1                |
| Independientes                           | -      | 13.78 | 35               |
| Angloindios                              | -      | -     | 2                |